# 舛方勝宏
- 舛方 勝宏
- 舛方 勝広

舛方 勝宏（ますかた かつひろ、1943年2月16日 - ）は、日本のアナウンサー、実業家。日本テレビ放送網（NTV）でアナウンサーを皮切りに、グループ各社で管理職や役員職を歴任した。富山県魚津市出身。富山県立魚津高等学校、早稲田大学第一文学部社会学科卒業。

## 略歴
- 1965年（昭和40年）5月、日本テレビ放送網（旧法人。のちの日本テレビホールディングス）[注 1]へ入社、アナウンス部に配属[注 6]
- 1993年（平成5年）、編成局アナウンス部長[注 7]
- 1997年（平成9年）6月、ネットワーク局長[注 8]
- 2000年（平成12年）6月、執行役員総務局長[注 9]
- 執行役員メディア戦略局CS準備室長[注 10]
- 2001年（平成13年）3月27日、シーエス日本（のちのCS日本[注 11]）の設立に伴い、代表取締役社長へ就任[注 12]
- 2003年（平成15年）6月、取締役執行役員人事局長、CS日本代表取締役会長[注 13]
- 2004年（平成16年）6月、取締役常務執行役員[注 14]（人事局・総務局・PR局・労政担当）、CS日本代表取締役会長
- 取締役常務執行役員（経営計画室・人事局・総務局・労政担当）、CS日本代表取締役会長
- 2007年（平成19年）6月、取締役専務執行役員[注 15]（人事局・総務局・労政担当）、 CS日本代表取締役会長
- 2009年（平成21年）3月16日、取締役専務執行役員制作局長、CS日本代表取締役会長
- 2009年6月、取締役専務執行役員編成局長兼ドラマ局・バラエティー局・情報エンターテインメント局・スポーツ局担当[注 16]、CS日本代表取締役会長
- 2009年12月1日、取締役専務執行役員（編成局担当）、CS日本代表取締役会長
- 2010年（平成22年）6月29日、取締役副社長執行役員[注 17]、CS日本代表取締役会長
- 2011年（平成23年）6月14日、日テレ・グループ・ホールディングス（のちの日テレグループ企画）代表取締役社長[注 18]、日テレ・テクニカル・リソーシズ、日テレアックスオン、日テレイベンツ、日本テレビアート、日本テレビ音楽、東通各社取締役、CS日本代表取締役会長
- 2012年（平成24年）6月、取締役（非常勤）、日テレ・グループ・ホールディングス代表取締役社長、日テレ・テクニカル・リソーシズ、日テレアックスオン、日テレイベンツ、日本テレビアート、日本テレビ音楽、東通各社取締役、CS日本代表取締役会長
- 2012年10月1日、日本テレビホールディングス（旧・日本テレビ放送網から社名変更）[注 1]取締役（非常勤）、日テレグループ企画代表取締役会長[注 19]
- 2013年（平成25年）6月、日本テレビホールディングス取締役（非常勤）
- 2016年（平成28年）6月、日本テレビホールディングス補欠監査役[注 20]
- 2018年（平成30年）6月、日本テレビホールディングス補欠監査役退任[12]、退社[注 21]。退社後は、日本記者クラブOB会員となる[5]。

## エピソード
- 早稲田大学第一文学部時代はアナウンス研究会に所属。同アナウンス研究会に同時在籍していた先輩・後輩に鈴木史朗（3期先輩、元TBS）、久米宏（2期後輩、元TBS）、松永邦久（3期後輩、元TBS）、見城美枝子（3期後輩、元TBS）、露木茂（2期先輩、フジテレビ）、永島信道（1期先輩、元フジテレビ）、逸見政孝（3期後輩、元フジテレビ）、松倉悦郎（3期後輩、元フジテレビ）がいた。地方出身者ということもあり、NHKが出版したアクセント辞典を使って発音を間違った際はその箇所をペンで塗りつぶしては徹底的にアクセントを矯正し、卒業時にはこの辞書を3冊もペンで塗りつぶすほどの努力家であった[13][注 22]。
- 次の資料より、大学時代は放送研究会に所属し、アクセント辞典を2冊つぶして富山なまりを克服したとする記述あり[2]。
- 入社2年目、自由民主党本部での総選挙大会の中継にて、徹夜で担当していた挙句、当時の福田赳夫幹事長の横のソファで大いびきをかいて寝てしまったことがある[7]。
- 1985年の雑誌にて、降雪に苦しみながら200人ものスタッフとともに担当し、34.1%の視聴率をたたき出した横浜国際女子駅伝中継をアナウンサー生活における思い出のシーンに挙げている[1]。
- サッカー中継では、1985年のトヨタカップのユヴェントス（ イタリア）vsアルヘンティノス・ジュニアーズ（ アルゼンチン）における、ユヴェントスのミシェル・プラティニ（ フランス）がボレーシュートを決めた（ただしオフサイドによりノーゴールとなっている）時に発した「プラティニゴール! スーパーゴール! ビューティフルゴール!」は名台詞となった[14][注 23]。この台詞は、事前に考えていたものではなく、アドリブで発したものだという[14]。また、特徴としては、クラブ名よりむしろ「ヨーロッパ（チャンピオン）」「南米（チャンピオン）」というフレーズを多用し、欧州vs南米という構図をあおる傾向が高かった[14]。
- 日本テレビ系列のサッカー中継における「ゴール!!」の絶叫は、高校サッカー中継を担当していたころの舛方が、高校サッカーを盛り上げるための演出として、または本場サッカーでの熱狂ぶりを日本のファンにも知ってもらうために、南米のサッカー中継にあった表現を全担当アナウンサーへ義務付けたことから始まった[注 24]。
- アナウンス部長時代は新人アナウンサーへの熱血指導が有名で、番組改編期の特番等でも舛方と厳しさに苦しむ新人の様子がよく取り上げられた。例えば、1994年入社の羽鳥慎一・藤井貴彦は「（見えない）花瓶を割れ」と発声練習を長時間続けさせられ、体育会系なアナウンス部内の雰囲気も相俟って気後れしたという[16]。
- サッカー・マラソン・陸上競技などスポーツ実況を数多く担当したが、プロ野球・ゴルフ・プロレス・ボクシングなどの実況担当経験はない。
- 『NNNきょうの出来事』を長期間、1986年4月から半年間、平日の『NNN6:30きょうのニュース』を担当した。『NNN6:30きょうのニュース』担当時は、名前のテロップにますかたとルビがあった。

## 出演番組
※特記なき限り、日本テレビアナウンサー当時のもの。

### 報道
※参考
代表で務めた報道番組
| 期間                             | 期間                               | 番組名                                                         | 役職                      | 担当日       |
| -------------------------------- | ---------------------------------- | -------------------------------------------------------------- | ------------------------- | ------------ |
| 時期不明                         | 1988年3月                          | NNN日曜夕刊                                                    | 小林完吾→本多当一郎の代役 | 日曜日       |
| 時期不明                         | 時期不明                           | NTVニュース（『NNN日曜夕刊』など終了後、関東ローカルニュース） | キャスター                | 休日         |
| 1981年4月2日                     | 1983年3月25日                      | NNNきょうの出来事                                              | キャスター                | 木・金曜日   |
| 1983年4月10日                    | 1985年3月31日                      | NNNきょうの出来事                                              | キャスター                | 日曜日       |
| 1983年                           | 1983年                             | NNN JUST NEWS                                                  | 本多の代役                | 土曜日       |
| 1985年4月5日 および 1988年4月8日 | 1985年9月29日 および 1990年3月31日 | NNNきょうの出来事                                              | キャスター                | 金曜日・休日 |
| 1986年3月31日                    | 1986年9月26日                      | NNN6:30きょうのニュース                                        | キャスター                | 平日         |

定時・中継担当番組
- NNN朝のニュース[注 27]
- エリザベス女王訪日中継（1975年。青尾幸、石川牧子らとともに担当[17]）

### スポーツ中継
※参考
- 陸上競技中継
  - タイムス30Kロードレース（1980年、日本テレビ初のロードレース中継として放送） - 倉持隆夫とともに担当[注 29]
  - 東京国際マラソン（1981年、日本テレビ初のマラソン中継として放送） - アナウンス部総出で担当[注 30]。以降も、読売新聞社・日本テレビ主催年（西暦偶数年）に限り1986年まで1号車を担当、1988年はスタート・ゴールを担当。
  - 横浜国際女子駅伝
  - 世界陸上（1987年、1991年の男子100m走決勝レース世界新記録達成の実況）[注 31]
  - 新春スポーツスペシャル箱根駅伝（1987年、開始当時の担当）[注 32]
- サッカー中継[注 33]
  - ミドルセックスワンダラーズ対日本代表戦（1969年、初のサッカーナイター中継として放送[20]）
  - 全国高校サッカー選手権大会（1971年の中継開始当時より担当[21]）
  - トヨタカップサッカー（1984年、1985年、1988年、1989年、1994年）
- 1988年ソウルオリンピック（日本テレビから松永二三男とともにジャパンプールの一員として参加[22]。陸上、レスリング、水泳のいずれかを担当[22]）[注 34]

### その他
- 世界にかける橋[注 35]

ドラマ
- 五人の野武士（1968年10月 - 1969年3月） - 語り手[注 36]

アニメ
- ルパン三世（第2シリーズ）第2話「リオの夕陽に咲く札束」（1977年10月10日） - サッカー中継の実況アナウンサー役[要出典]

自己批評・検証番組
- あなたと日テレ（1997年1月 - 1997年6月）[注 37]

## 出演映画
アニメ
- 平成狸合戦ぽんぽこ（1994年） - アナウンサー 役[23]